# Фризанж
Фризанж (люкс. Fréiseng, фр. Frisange) — коммуна в Люксембурге, располагается в округе Люксембург. Коммуна Фризанж является частью кантона Эш-сюр-Альзетт. В коммуне находится одноимённый населённый пункт.
Население составляет 3542 человек (на 2008 год), в коммуне располагаются 1425 домашних хозяйств. Занимает площадь 18,43 км² (по занимаемой площади 66 место из 116 коммун). Наивысшая точка коммуны над уровнем моря составляет 293 м. (113 место из 116 коммун), наименьшая 224 м. (40 место из 116 коммун).

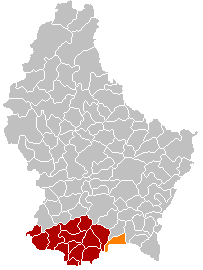
Оранжевый цвет - коммуна Фризанж, красный - кантон Эш-сюр-Альзетт.